# Département de Chapaleufú
Le département de Chapaleufú est une des 22 subdivisions de la province de La Pampa, en Argentine. Son chef-lieu est la ville de Intendente Alvear.
Le département a une superficie de 2 570 km2. Sa population s'élevait à 10 787 habitants au recensement de 2001 (source : INDEC).

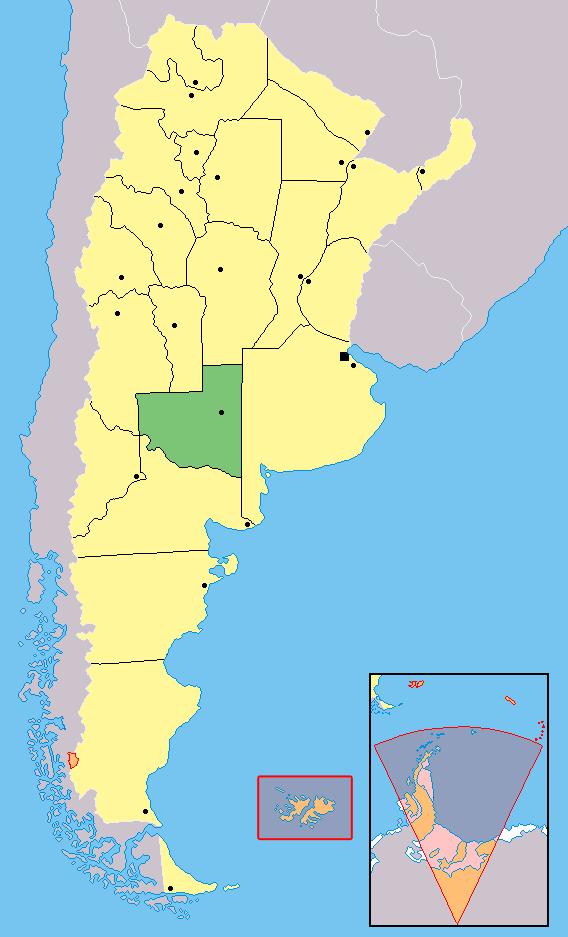
Localisation de la province de La Pampa en Argentine.

## Villes et localités
- Bernardo Larroudé
- Ceballos
- Coronel Hilario Lagos
- Intendente Alvear, chef-lieu
- Sarah
- Vértiz